# Тьокай (крейсер)
Тьокай (Chokai, яп. 鳥海) – важкий крейсер Імперського флоту Японії, який взяв участь у Другій Світовій війні. 
Корабель, який належав до крейсерів типу «Такао», спорудили у 1932 році на верфі компанії Mitsubishi у Нагасакі. 

## Служба
Станом на осінь 1941-го Тьокай належав до 4-ї дивізії крейсерів. У відповідності до складеного японським командуванням плану, цей підрозділ не вступав у війну єдиним загоном, зокрема, Тьокай виділили як флагманський корабель адмірала Одзави, що мав керувати операціями на малайському напрямку. 26 листопада 1941-го Тьокай прибув з Японії до порту Самах (острів Хайнань), а 4 грудня вийшов у море в супроводі есмінця «Сагірі». Передбачалось, що крейсер займе позицію біля південного в’єтнамського узбережжя та, за необхідності, взаємодіятиме з 4 важкими крейсерами 7-ї дивізії (загін дистанційного прикриття Першого Малайського конвою, що віз десант з Хайнані) та головними силами адмірала Кондо (2 лінкори та 2 важкі крейсера, виділені для підтримки операцій у Малаї та на півночі Філіппін).
Вже у перший день бойових дій 8 грудня 1941-го (тільки по іншу сторону лінії зміни дат від Перл-Гарбору) японський десант висадився на півострові Малакка. Варто було очікувати на контратаку британського флоту і невдовзі після опівдня 9 грудня японський підводний човен дійсно повідомив про виявлення ворожої ескадри, головну силу якої складали 2 лінкора. В якийсь момент японський розвідувальний літак помилково прийняв «Тьокай» за ворожий корабель, після чого більше трьох десятків ударних літаків піднялось для нічної атаки. Вони відшукали Тьокай та вже скинули освітлювальні пристрої, проте в останній момент правильно визначили крейсер як свій. На світанку 10 грудня Тьокай об’єднався із загоном Кондо та крейсерами 7-ї дивізії, проте на цей раз вступити в бій їм не довелось, оскільки тієї ж доби японська базова авіація потопила обидва ворожі лінкора. Враховуючи зникнення головної загрози, 11 грудня Тьокай прибув до бухти Камрань (центральна частина В’єтнаму).
13 грудня 1941-го Тьокай вийшов  з Камрані під охороною легкого крейсера «Кіну», що було пов’язане із проведенням Другого Малайського конвою. Останній почав розвантаження на півострові Малакка 16 грудня, а 20 грудня Тьокай повернувся до Камрані.
5 – 9 січня 1942-го Тьокай виходив у море для прикриття конвойної операції разом зі ще двома важкими крейсерами під охороною есмінців «Муракумо» та «Сіракумо». Саме в цей час відбувалось проходження масштабного Третього Малайського конвою, який доправляв підкріплення з острова Формоза.
16 січня 1942-го Тьокай полишив Камрань у складі великого з’єднання, яке включало ще 4 важкі та 2 легкі крейсери. Це пояснювалось отриманням японським командуванням хибних даних про прибуття до Сінгапуру чергового британського лінкора, так що 18 січня крейсер повернувся у Камрань.
За кілька тижнів Тьокай задіяли у операції з висадки на сході острова Суматра поблизу центру нафтовидобутку в Палембанзі. 10 лютого 1942-го він разом зі ще 4 важкими крейсерами під охороною есмінців «Аянамі», «Ізонамі» та «Сіракумо» вийшов з Камрані для дистанційного прикриття транспортів з військами. В ніч на 15 лютого японці здійснили висадку на острів Бангка (біля північно-східного узбережжя Суматри) та стали готуватись до просування по річці у напрямку Палембанга, де ще 14 числа викинули повітряний десант. 15 лютого гідролітак з Тьокай виявив наближення від Яви ворожої ескадри і крейсерський загін націлили на неї, втім, вже під попередніми ударами авіації союзники відступили. В подальшому Тьокай рушив на північ, при цьому спершу охорону забезпечував есмінець «Ізонамі», а з 18 лютого цю функцію передали есмінцю «Аянамі», який напередодні зачепив риф та отримав певні пошкодження. 19 лютого Тьокай прибув до Кап-Сен-Жак (наразі Вунгату) на півдні в’єтнамського узбережжя.
Планувалось, що крейсер візьме участь і у наступній операції з висадки десанту на захід острова Ява. Втім, 22 лютого 1942-го в районі все того ж Кап-Сен-Жак крейсер наскочив на риф, що призвело до зміни планів. 25 – 27 лютого Тьокай прослідував до Сінгапуру, де за кілька діб до того завершили тральні роботи. Тут крейсер пройшов короткочасний доковий ремонт на потужностях ВМБ Селетар.
З 9 по 15 березня 1942-го Тьокай та ще 4 важкі крейсери виходили з Сінгапура щоб прикрити висадку на півночі Суматри, яка відбулась 12 березня. Та ж сама група рушила в море 20 березня для прикриття десанту на Андаманські острови у Порт-Блер, який провели 23 числа. 26 березня загін Тьокай прибув до південнобірманського порту Мергуй (наразі М’єй на східному узбережжі Андаманського моря).
Тим часом японське ударне авіаносне з’єднання вийшло для рейду до Індійського океану. Північніше від нього у Бегальській затоці проти ворожого судноплавства повинно було діяти угрупованні із легкого авіаносця та 5 важких крейсерів, серед яких був і Тьокай. 1 квітня 1942-го вони полишили Мергуй та попрямували на захід, а 6 квітня провели бліц неподалік від східного узбережжя Індії. При цьому загін розділився на три групи, з яких Тьокай діяв разом з авіаносцем «Рюдзьо». Тьокай взяв участь у потопленні трьох торгових суден – Bienville (5491 GRT, спершу стало ціллю для літаків авіаносця, а потім добите артилерійським вогнем і торпедою з Тьокай), Ganges (6426 GRT, атакований гідролітаком Тьокай та двома літаками «Рюдзьо», а потім добитий вртилерійським вогнем японських кораблів) та Selma City (5686 GRT, після атаки гідролітаків з Тьокай почало тонути та було полишене і вже у такому стані стало ціллю для літаків з авіаносця). 11 квітня загін, до якого належав Тьокай, прибув до Сінгапура.
12 квітня 1942-го, на тлі завершення активних наступальних дій у Південно-Східній Азії, адмірал Одзава переніс свій штаб на учбовий крейсер «Касії», тоді як Тьокай 13 – 22 квітня крейсер прослідував до Йокосуки, після чого пройшов короткочасний доковий ремонт. При цьому на кораблі також підсилили зенітне озброєння за рахунок додавання чотирьох спарених установок 25-мм автоматів.
27 травня 1942-го Тьокай та інший крейсер 4-ї дивізії вирушили із Внутрішнього Японського моря в межах операції по оволодінню атолом Мідвей. Вони належали до з’єднання великих артилерійських кораблів адмірала Кондо, яке загалом налічувало 2 лінкора та 4 важкі крейсера під охороною легкого крейсера та 7 есмінців. Після катастрофічної поразки авіаносного з’єднання в битві 4 червня висадку на Мідвеї скасували, а 14 червня Атаго повернувся до Японії. 
Невдовзі японське командування вирішило створити новий Восьмий флот, який би мав штаб у Рабаулі (головна передова база у архіпелазі Бісмарка на східному завершенні острова Нова Британія) та відповідав за операції у Меланезії – на Новій Гвінеї (де після невдалої травневої спроби захопити десантом Порт-Морсбі планувався наступ на нього по суходолу) та Соломонових островах (де на сході архіпелагу на острові Гуадалканал розпочали спорудження аеродрому). Тьокай тепер вже на постійній основі вивели зі складу 4-ї дивізії та зробили флагманом нового формування. 19 – 25 липня 1942-го Тьокай, маючи на борту командуючого Восьмим флотом адмірала Мікаву, прослідував у супроводі есмінців «Асагумо» та «Нацугумо» з Куре на атол Трук у центральній частині Каролінських островів (тут ще до війни створили потужну базу японського ВМФ, з якої до лютого 1944-го провадились операції у цілому ряді архіпелагів). 28 липня «Тьокай» з тим же супроводом рушив далі на південь, проте 29 числа неподалік від островів Адміралтейства їх зустріли есмінці «Токіцукадзе» та «Хацукадзе», які замінили попередній ескорт. 30 липня загін прибув до Рабаула, де з Тьокай зійшов на берег штаб Восьмого флоту.
31 липня 1942-го Тьокай перейшов до якірної стоянки Мьове в районі Кавієнга (друга за значенням японська база у архіпелазі Бісмарка на північному завершенні острова Нова Ірландія), де базувались чотири важкі крейсери 6-ї дивізії, які діяли у Океанії з самого початку війни. Всього за тиждень по цьому, 7 серпня, союзники висадились на сході Соломонових островів, що започаткувало шестимісячну битву за Гуадалканал. 8 серпня Тьокай рушив до цього острова у складі загону разом з 4 іншими важкими крейсерами, а також 2 легкими крейсерами та 1 есмінцем. В ніч на 9 число відбувся бій біля острова Саво, під час якого японцям вдалось знищити одразу чотири важкі крейсери союзників. Відомо, що Тьокай взяв участь у потопленні HMAS Canberra (разом з «Како», «Фурутака» і «Аоба»),  «Асторія» (з «Како», «Кінугаса» і «Аоба») та  «Вінсеннс» (з «Како», «Кінугаса» і легким крейсером «Юбарі», при цьому Тьокай вразив ворожий корабель двома торпедами). Під час бою сам Тьокай отримав влучання двома снарядами – з Astoria, що вивело з ладу передню башту головного калібру, та зі вже важко пошкодженого іншими кораблями «Квінсі». Останній поцілив штурманський зал, де загинуло та отримало поранення 36 осіб, проте адмірал Мікава дивом не постраждав (всього на кораблях загинуло 34 моряки). На зворотному шляху Тьокай відокремився від інших важких крейсерів та на світанку 10 серпня прибув до Рабаула (тоді як кораблі 6-ї дивізії повернулись на стоянку Мьове). До 17 серпня 1942-го Тьокай проходив відновлення за допомогою ремонтного підрозділу підводних сил, при цьому передню башту вдалось повернути до дії лише з однією із двох гармат.

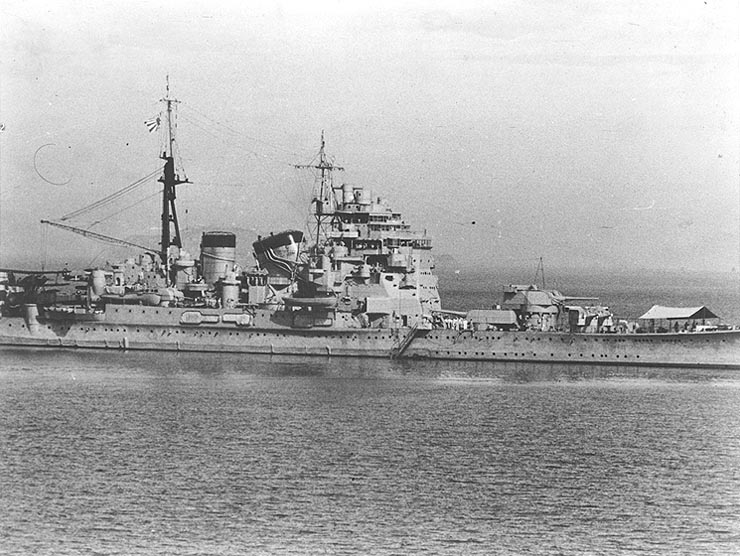
Тьокай у 1938 році

Тим часом японське командування організувало проведення конвою зі значними підкріпленнями для Гуадалканала. 22 серпня 1942-го Тьокай перейшов до якірної стоянки Шортленд (прикрита групою невеликих островів Шортленд акваторія біля південного завершення острова Бугенвіль, де під час кампанії на Соломонових островах зазвичай відстоювались бойові кораблі та перевалювались вантажі для подальшої відправки далі на схід), де знову об’єднався із 6-ю дивізією (тепер вона мала лише три важкі крейсери, оскільки один загинув при поверненні від острова Саво). 23 серпня цей загін вийшов для дистанційного прикриття транспортної операції. Втім, японським артилерійським кораблям так і не вдалось вступити у бій, оскільки все вирішила авіація – спершу 24 серпня відбулась велика битва авіаносних з’єднань біля східних Соломонових островів, а коли наступної доби конвой відновив свій рух, його зупинили та змусили повернути назад літаки з Гуадалканалу (тут американці змогли ввести в дію аеродром Гендерсон-Філд, який за півтора місяці до того почали споруджувати японці) та Еспіриту-Санто. Участь Тьокай у подіях обмежилась бомбардуванням його гідролітаками району Лунга-Пойнт (де знаходився Гендерсон-Філд) в ночі на 25 та 26 серпня. 26 серпня Тьокай повернувся до Рабаула.
10 вересня 1942-го Тьокай знову перейшов з Рабаула на Шортленд. В цей же час з Трука вийшли великі сили флоту, які мали патрулювати північніше від Соломонових островів. Японська операція тривала два тижні, проте на цей раз не призвела до якихось зіткнень і в підсумку головні сили повернулись на Трук, а Тьокай – у Рабаул.
30 вересня – 1 жовтня 1942-го Тьокай у черговий раз прослідував на Шортленд, там же знаходились крейсери 6-ї дивізії. Втім, на відміну від них Тьокай не взяв участі у виході до Гуадалканалу 11 жовтня, метою якого було провести обстріл аеродрому Гендерсон-Філд. Остання операція призвела до зіткнення, відомого як бій біля мису Есперанс, унаслідок якого один крейсер 6-ї дивізії був потоплений, а ще один важко пошкоджений. Зате 13 жовтня Тьокай разом з єдиним боєздатним крейсером 6-ї дивізії «Кінугаса» вийшов у море та в ніч на 14 жовтня провів обстріл Гендерсон-Філд. Разом два крейсери випустили сім з половиною сотень снарядів головного калібру, після чого повернулись на Шортленд (можливо відзначити, що це бомбардування вже не мало такого ефекту, як проведене двома лінкорами добою раніше, в ніч на 13 жовтня, коли вдалось знищити понад чотири десятки ворожих літаків).
24 – 26 жовтня 1942-го Тьокай та «Кінугаса» прикривали доставку підкріплень на Гуадалканал. Подібне завдання вони мали і з 1 по 5 листопада.
Невдовзі японське командування організувало масштабну операцію задля доставки підкріплень (яка в підсумку вилилась у вирішальну битву надводних кораблів біля острова). При цьому знову планувалось провести обстріл Гендерсон-Філд і в ніч на 13 листопада це спробував зробити загін адмірала Абе, який мав 2 лінкора та вийшов з Труку. Втім, біля Гуадалканалу загін Абе перестріло американське з'єднання із крейсерів та есмінців, що понесло значні втрати, проте зірвало обстріл аеродрому. Як наслідок, з крейсерів, що перебували на Шортленді (на початку листопада сюди з Труку прибули ще 2 важкі крйесери), екстрено сформували два загони – один для обстрілу аеродрому, а інший, до якого включили Тьокай, для прикриття першого. 13 листопада загони полишили Бугенвіль і в ніч на 14 листопада відбувся обстріл Гендерсон-Філд. Тьокай, хоч і відносився до загону прикриття, у підсумку теж узяв в ньому участь – спершу його гідролітаки скидали освітлювальні пристрої, а потім сам крейсер випустив 385 снарядів головного калібру. Вже у денний час при відході від острова японські кораблі стали ціллю для літаків з авіаносця «Ентерпрайз» та Гуадалканалу, яким вдалось потопити «Кінугаса». На Тьокай унаслідок двох близьких розривів були затоплені кілька котельних відділень, проте корабель зберіг високу швидкість у 29 вузлів та прибув на Шортленд. 
16 – 17 листопада 1942-го Тьокай прослідував до Рабаула разом з 6 есмінцями (їх викликали для участі у операції на Новій Гвінеї, де союзники почали атаку на район Буна-Гона), а 18 – 20 листопада у супроводі одного з них перейшов на Трук. Після проходження ремонту на цій базі Тьокай 1 – 2 грудня повернувся до архіпелагу Бісмарка і більше двох місяців перебував тут базуючись на Рабаул та Кавієнг.
9 лютого 1943-го японці завершили евакуацію Гуадалканалу, а 11 – 13 лютого Тьокай прослідував на Трук. Далі він 15 – 20 лютого пройшов до Йокосуки, де став на ремонт. Втім, вже 4 квітня крейсер рушив назад до Океанії та 10 квітня прибув на Трук. 13 квітня Тьокай рушив далі на південь з метою перевезення підкріплень, відвідав Рабаул та Кавієнг, а 20 квітня повернувся у вихідний пункт і перебував на Труці понад два місяці.
30 червня 1943-го американці висадились на островах Нью-Джорджія у центральній частині Соломонових островів, що започаткувало тримісячну битву. Як наслідок, того ж дня Тьокай у супроводі 3 есмінців рушив ближче до зони бойових дій і 2 липня прибув до Рабаула. З 5 по 8 липня корабель здійснив рейс до Шортленду та назад, а 18 липня Тьокай разом зі ще 2 важкими крейсерами під прикриттям легкого крейсера та 4 есмінців вийшов із Рабаула для пошуку ворожих сил, а також прикриття ще 3 есмінців, що доставляли підкріплення в район бойових дій. У ніч на 20 липня в районі острова Коломбангара (центральна частина архіпелагу Нью-Джорджія) загін став ціллю для ворожих бомбардувальників, які скинули бомби за показаннями радарів. Як результат 2 есмінці затонуло, а Тьокай та ще один важкий крейсер отримали пошкодження корпусів унаслідок близьких розривів. 21 липня японський загін повернувся у Рабаул, де певний час Тьокай проходив аварійне відновлення. 10 – 16 серпня корабель прослідував для повноцінного ремонту до Йокосуки та перебував у доці до 11 вересня, при цьому Тьокай отримав два додаткові 25-мм зенітні автомати. 

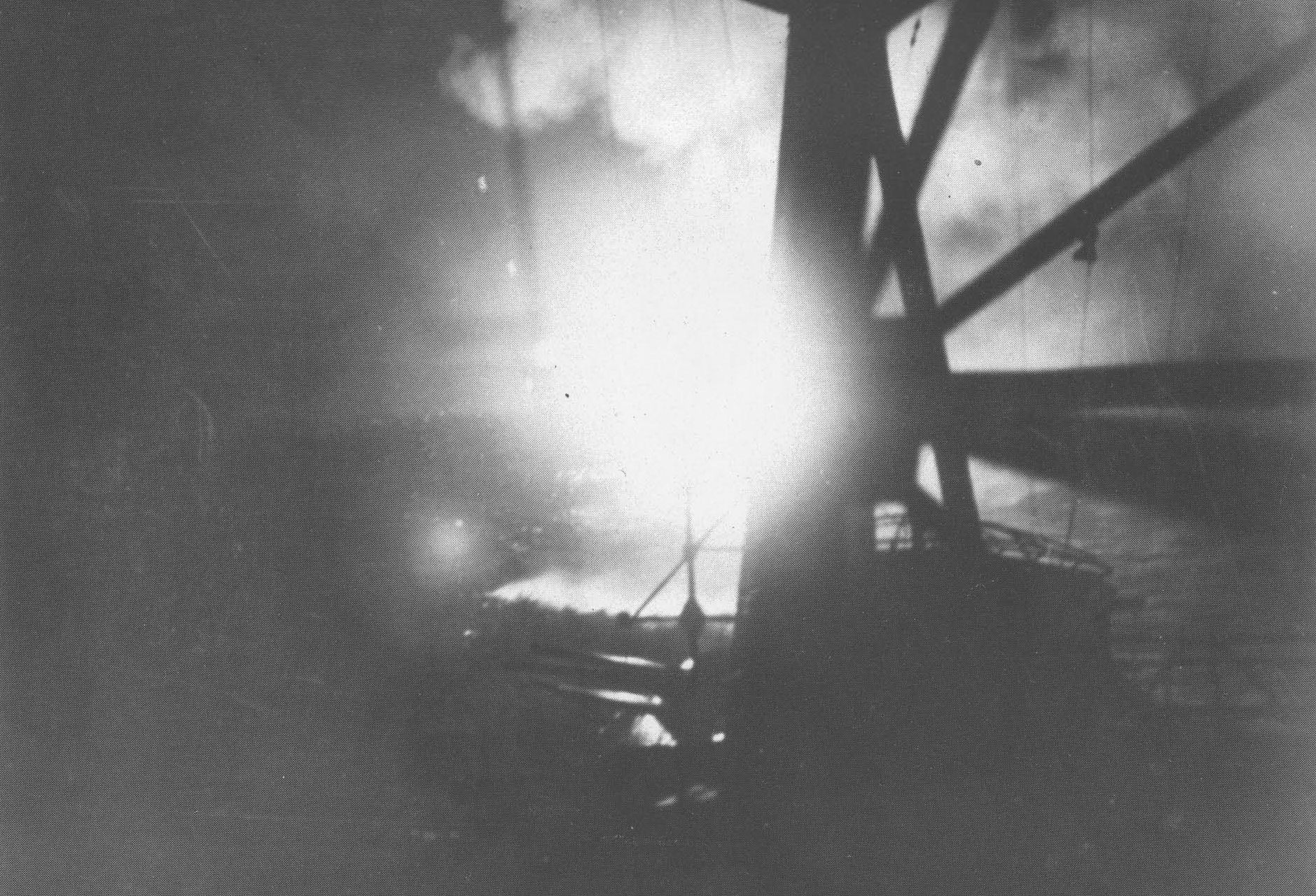
Знімок з крейсера Тьокай в ніч на 9 серпня 1942 під час битви біля острова Саво (в цей момент освітлювальні пристрої освітлюють ворожі крейсери «Канберра» та «Чикаго»)

Ще під час перебування у ремонті, 20 серпня 1943-го, Тьокай повернули до складу 4-ї дивізії, а 15 – 20 вересня він разом зі ще одним важким крейсером з її складу «Мая» перейшов на Трук. Після цього «Мая» рушив для доставки військ до Рабаула, а от відносно Тьокай існують відомості, що він міг бути задіяний для підсилення великого угруповання (2 авіаносці, 2 лінкори, ще 7 важких крейсерів та інші кораблі), яке 18 вересня на тлі рейду американського авіаносного з’єднання проти островів Гілберта вийшло з Труку до атолу Еніветок (крайній північний захід Маршалових островів), а 25 вересня повернулось на Трук.
На початку жовтня 1943-го американське авіаносне з’єднання нанесло удар по острову Вейк (північніше від Маршаллових островів) без жодної суттєвої реакції зі сторони ворожого флоту. Зате через пару тижнів японці на основі радіоперехоплення вирішили, що готується нова атака на Уейк, і 17 жовтня вислали з Труку до Еніветоку головні сили (3 авіаносці, 6 лінкорів, 8 важких крейсерів та інші кораблі), разом з якими прямував і Тьокай. Цей флот кілька діб безрезультатно очікував ворога, а 26 жовтня японці повернулись на Трук. 
1 листопада 1943-го союзники здійснили висадку на острові Бугенвіль, лише за чотири сотні кілометрів на південний схід від Рабаула. З останнього в межах контрзаходів вийшов загін, найбільшими кораблями якого були два важкі крейсери, проте в ніч на 2 листопада він зазнав поразки в бою у затоці Імператриці Августи. Готуючись до нової контратаки, японське командування вислало з Труку до Рабаулу одразу сім важких крейсерів, і серед них Тьокай. Втім, ще на шляху туди Тьокай у супроводі есмінця перенаправили для допомоги танкерам «Ніссо-Мару» та «Нічієй-Мару», які прямували у Рабаул та 4 листопада отримали пошкодження від ворожої авіації. 6 листопада Тьокай прибув з танкерами на Трук (при цьому основний загін потрапив 5 листопада у Рабаулі під удар американського авіаносного угруповання, унаслідок чого одразу 5 важких крейсерів отримали пошкодження, що фактично остаточно нейтралізувало загрозу для сил вторгнення на Бугенвіль).
20 листопада 1943-го американці розпочали операцію по оволодінню островами Гілберта. Хоча японці у підсумку так і не наважились протидіяти цій операції надводними кораблями, проте з 23 листопада по 5 грудня Тьокай разом з двома іншими важкими крейсерами під охороною 5 есмінців виходив до Маршаллових островів, де певний час перебував на атолах Кваджелейн та Еніветок.

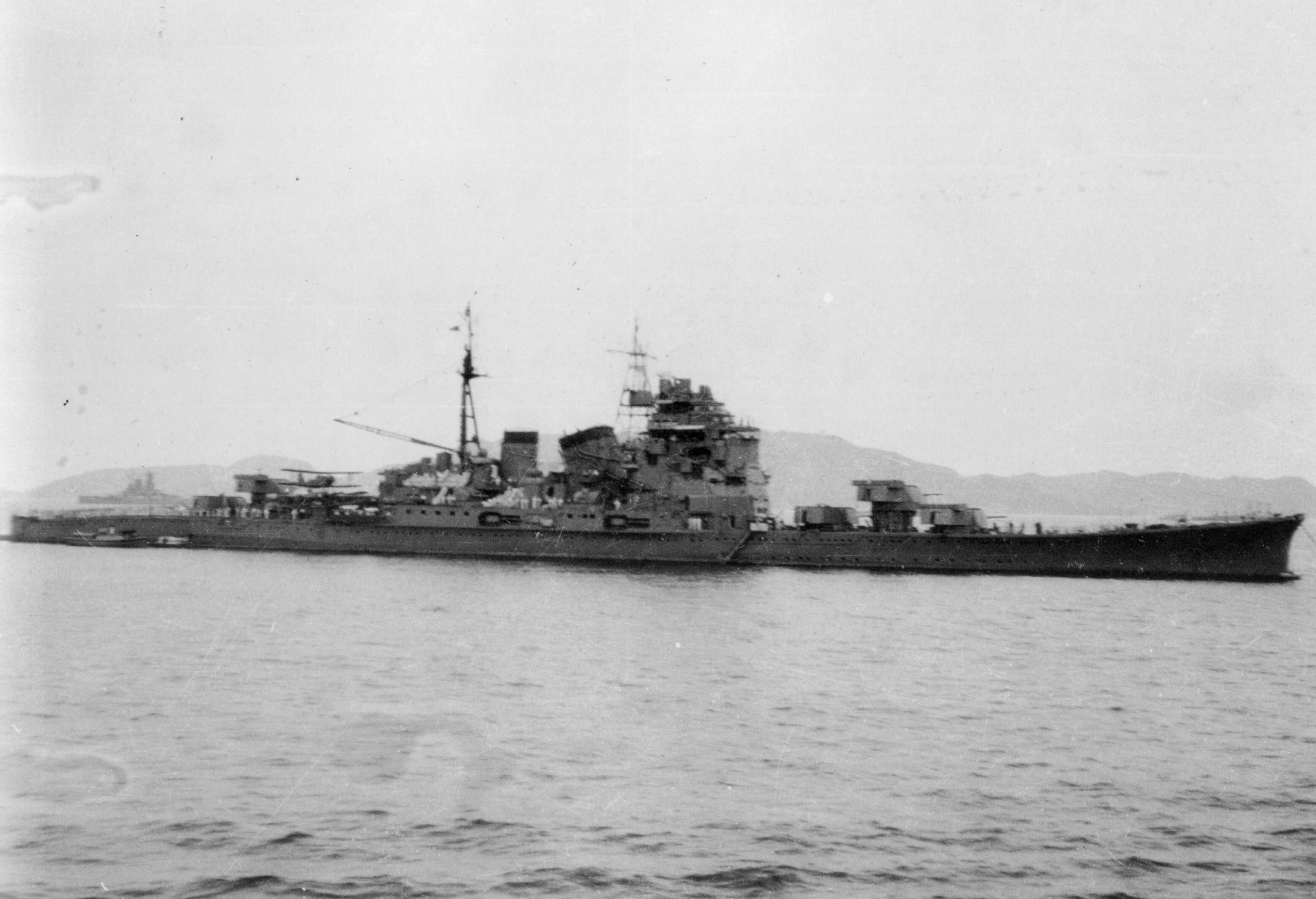
Тьокай в лагуні Труку 20 листопада 1942 після битви при Гуадалканалі

Після повернення з Маршаллових островів Тьокай два місяці перебував на Труці, причому саме в цей період він, ймовірно, отримав 10 додаткових 25-мм зенітних автоматів. 21 січня 1944-го крейсер виходив щоб привести на буксирі на Трук флотське судно постачання «Ірако», яке було торпедоване підводним човном невдовзі після виходу з бази (буде відремонтоване та загине вже у вересні під час атаки авіації на Філіппіни).
Станом на початок лютого 1944-го японське командування вже розуміло, що Трук втратив своє значення і подальше базування тут значних сил наражає їх на небезпеку. Як наслідок, майже всі великі кораблі вивели звідси, зокрема 10 – 13 лютого Тьокай та ще 3 важкі крейсери під охороною 4 есмінців прослідували на Палау на заході Каролінських островів, а база на Труці вже 17 лютого була розгромлена американським авіаносним з’єднанням. 29 березня – 2 квітня 1944-го всі крейсери з Палау (сюди також прибув з Японії ще один важкий крейсер) перешли до Давао (південне узбережжя філіппінського острова Мінданао), при цьому вже на наступний день після їх відбуття база на Палау була розгромлена при рейді авіаносного з’єднання. А 7 – 9 квітня цей загін (до якого приєднався легкий крейсер, що прибув у Давао з Японії) прослідував в район Сінгапуру до якірної стоянки Лінгга, де зосередились головні сили японського флоту (дії підводних човнів на комунікаціях вкрай ускладнювали доставку палива до Японії та призвели до рішення базувати флот у Південно-Східній Азії поблизу від районів нафтовидобутку).
11 – 14 травня 1944-го Тьокай прослідував з Лінгга до Таві-Таві (у філіппінському архіпелазі Сулу поряд з нафтовидобувними районами острова Борнео). На той час японське командування очікувало швидкої ворожої атаки на головний оборонний периметр імперії, що після відходу з Труку проходив через Маріанські острова, Палау та захід Нової Гвінеї, а тому перевело флот ближче до цих районів. 12 червня американці розпочали операцію по оволодінню Маріанськими островами і наступної доби японський флот рушив для контратаки, при цьому Тьокай належав до загону «С» адмірала Куріти. В битві 19 – 20 червня у Філіппінському морі японці зазнали важкої поразки, хоча Тьокай не довелось вступити у бій. 22 червня Тьокай прибув на Окінаву, а 24 червня вже був у Внутрішньому Японському морі.
В Японії Тьокай пройшов короткостроковий доковий ремонт, а також отримав ще дванадцять 25-мм зенітних автоматів. А 8 – 16 липня 1944-го корабель разом з головними силами флоту прослідував з Куре в район Сінгапуру, де залишався там більше двох місяців.
18 жовтня 1944-го головні сили японського флоту полишили якірну стоянку Лінгга для підготовки до протидії неминучій ворожій атаці на Філіппіни. Вони прослідували через Бруней, після чого розділились на два з’єднання. Тьокай увійшов до ескорту головних сил адмірала Куріти, які 24 жовтня під час слідування через море Сібуян (внутрішня частина Філіппінського архіпелагу на південь від острова Лусон) стали ціллю для потужних ударів американської авіації, проте Тьокай не отримав якихось пошкоджень. 
Далі Куріта вийшов до Тихого океану і 25 жовтня провів бій біля острова Самар з групою ескортних авіаносців. Вважається, що Тьокай разом з важкими крейсерами «Хагуро» і «Тоне» потопив ескортний авіаносець «Гемб'єр Бей». Сам Тьокай спершу отримав 6 влучань 127-мм снарядами, ймовірно, з ескортного авіаносця «Вайт Плейнс». Невдовзі на кораблі стався потужний вибух, ймовірно внаслідок детонації власних торпед, що завдало пошкоджень машинам та керму. Ще за кілька хвилин в кормову частину крейсера потрапила 224-кг бомба і невдовзі він втратив хід. Есмінець «Фуджінамі» зняв з Тьокай екіпаж, після чого добив його торпедами.
27 жовтня 1944-го біля острова Семірара (на виході з внутрішніх боїв Філіппін у море Сулу) «Фудзінамі» був атакований та потоплений літаками, загинули всі, хто перебували на його борту.